# Curetonite
La curetonite è un minerale.